# 老佩波利宫
老佩波利宫（Palazzo Pepoli Vecchio）是一座中世纪宫殿，位于意大利艾米利亚-罗马涅大区博洛尼亚市中心的卡斯蒂廖内街（Via Castiglione）8号。这座砖砌的哥特式建筑现在是博洛尼亚历史博物馆（Museo della Storia di Bologna）。街对面是巴洛克风格的佩波利坎波格兰德宫，现在是一个艺术画廊。

## 历史
1276年，贵族罗密欧·佩波利获得宫殿的土地。1344年，罗密欧之子塔迪奥·佩波利委托修建了这座宫殿。佩波利家族在1910年之前一直拥有这座宫殿。阿戈斯蒂诺·西罗·佩波利去世后，宫殿归属市政当局。
2004年，博洛尼亚储蓄银行基金会收购了这座宫殿，并成立博洛尼亚历史博物馆（Museo della Storia di Bologna）。建筑师马里奥·贝利尼负责了修复。